# Сент Маркс (Флорида)
Сент Маркс (енгл. St. Marks) град је у америчкој савезној држави Флорида. По попису становништва из 2010. у њему је живело 293 становника.

## Демографија
Према попису становништва из 2010. у граду је живело 293 становника, што је 21 (7,7%) становника више него 2000. године.
| Група             | 2000.       | 2010.       |
| Белци             | 255 (93,8%) | 284 (96,9%) |
| Афроамериканци    | 7 (2,6%)    | 5 (1,7%)    |
| Азијати           | 1 (0,4%)    | 1 (0,3%)    |
| Хиспаноамериканци | 1 (0,4%)    | 0 (0,0%)    |
| Укупно            | 272         | 293         |